# Nephthytis bintuluensis
Nephthytis bintuluensis är en kallaväxtart som beskrevs av A.Hay, Bogner och Peter Charles Boyce. Nephthytis bintuluensis ingår i släktet Nephthytis och familjen kallaväxter. Inga underarter finns listade.